# Multioppia insularis
Multioppia insularis is een mijtensoort uit de familie van de Oppiidae. De wetenschappelijke naam van de soort is voor het eerst geldig gepubliceerd in 1985 door Mahunka.